# Tīwaz
Cette page contient des caractères spéciaux ou non latins. S’ils s’affichent mal (▯, ?, etc.), consultez la page d’aide Unicode.
Tīwaz est la 17e rune du Futhark et la première de la dernière famille de huit runes qui porte aussi son nom. Elle est précédée par Sōwilō et suivi de Berkō. Cette famille de rune est composée de Tīwaz, Berkō, Ehwaz, Mannaz, Laguz, Inguz, Dagaz et Oþila. La famille de Tīwaz est la dernière des trois familles du Futhark, les deux premières étant les familles de Fehu (ou Fraujaz / Freyr) et de Hagalaz.
Le nom de cette rune était Týr en vieux norrois - nom d’un dieu - et Tir en vieil anglais - nom associé à l’Étoile polaire dans un poème runique. Le Codex Vindobonensis 795 donne un nom de lettre correspondant dans l’alphabet gotique sous la forme tyz, restitué en gotique comme teiws (𐍄). *Tīwaz est la forme reconstruite pour le proto-germanique à partir de cette correspondance et du vieux saxon tiu(w).
Cette rune notait à l'origine le son [t]. 

## Poèmes runiques
Les trois poèmes runiques décrivent cette rune :
| Poème runique | Traduction en français |
| --- | --- |
| Vieux norvégien ᛏ Tyr es einhendr Asa; opt verðr smiðr at blasa.                                                    | Tyr est l’Ase manchot ; souvent le forgeron doit souffler.                                                                             |
| Vieil islandais ᛏ Týr er einhendr áss ok ulfs leifar ok hofa hilmir. Mars tiggi.                                    | Tyr est un dieu manchot, et reste du loup et prince des temples.                                                                       |
| Anglo-saxon ᛏ Tir biþ tacna sum, healdeð trywa wel wiþ æþelingas; a biþ on færylde ofer nihta genipu, næfre swiceþ. | Tir est un signe, il garde bien la confiance des princes ; il suit toujours son cours sur l’obscurité de la nuit, sans jamais faillir. |